# Azteken

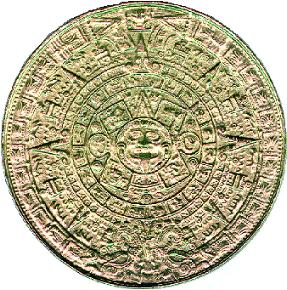
Azteekse Kalendersteen (replica)

De Azteken of Mexica waren de dragers van een militaristische Meso-Amerikaanse beschaving die bestond tussen circa 1300 en 1521 in het huidige Mexico. Het centrum van het Azteekse rijk was de stad Tenochtitlán, de voorloper van het huidige Mexico-Stad. In de ideologie van het Aztekenrijk speelde het mensenoffer een centrale rol. Het rijk bereikte onder Motecuhzoma II in 1502 qua oppervlak zijn hoogtepunt, maar zou onder zijn leiding tevens in oorlog raken met Spaanse veroveraars onder leiding van Hernán Cortés. In 1521 veroverden de Spanjaarden de hoofdstad en namen de laatste Azteekse koning Cuauhtemoc gevangen, waarmee het rijk ten val kwam.

## Naam
De "Azteken" noemden zichzelf Culhuah, Mexica of Tenochcah. De Spaanse conquistadores noemden hen Mexicas, een term die in Mexico nog steeds veel gebruikt wordt. Het gebruik om de "Azteken" zo aan te duiden is afkomstig van de Duitse wetenschapper Alexander von Humboldt en werd algemeen verspreid dankzij het standaardwerk The Conquest of Mexico (1843) van de Noord-Amerikaanse historicus William Prescott.
Het woord "Azteken" (volk van witheid, volgens Diego Durán) komt van het Nahuatl Aztecah, "mensen uit Aztlan". Aztlan ('witheid' of volgens Eduard Seler de combinatie van atl, water en aztapilli, riet) was een mythische plaats ergens in het noorden waar de Azteken zeiden vandaan te komen. Voor de Azteken zelf was het niet gebruikelijk zichzelf met Aztecah aan te duiden. Over het algemeen werden met Aztecah alle mensen die Nahuatl spraken genoemd, en dat waren niet alleen mensen binnen het Azteekse rijk zelf, maar ook bijvoorbeeld de Tlaxcalteken, gezworen vijanden van de Azteken.

## Ontstaanslegende

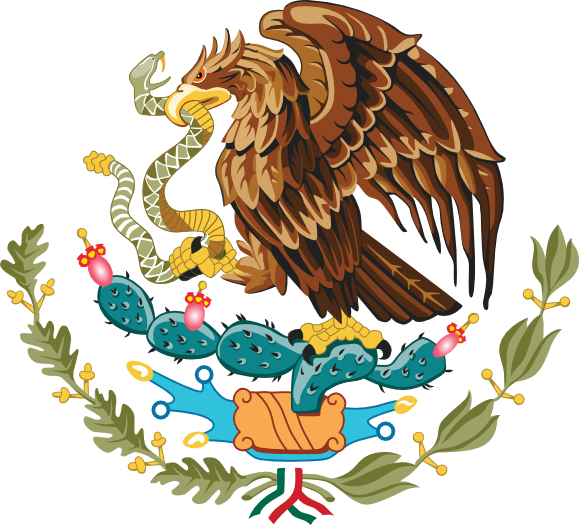
Wapen van Mexico met daarop de Adelaar op een cactus die een slang verslindt

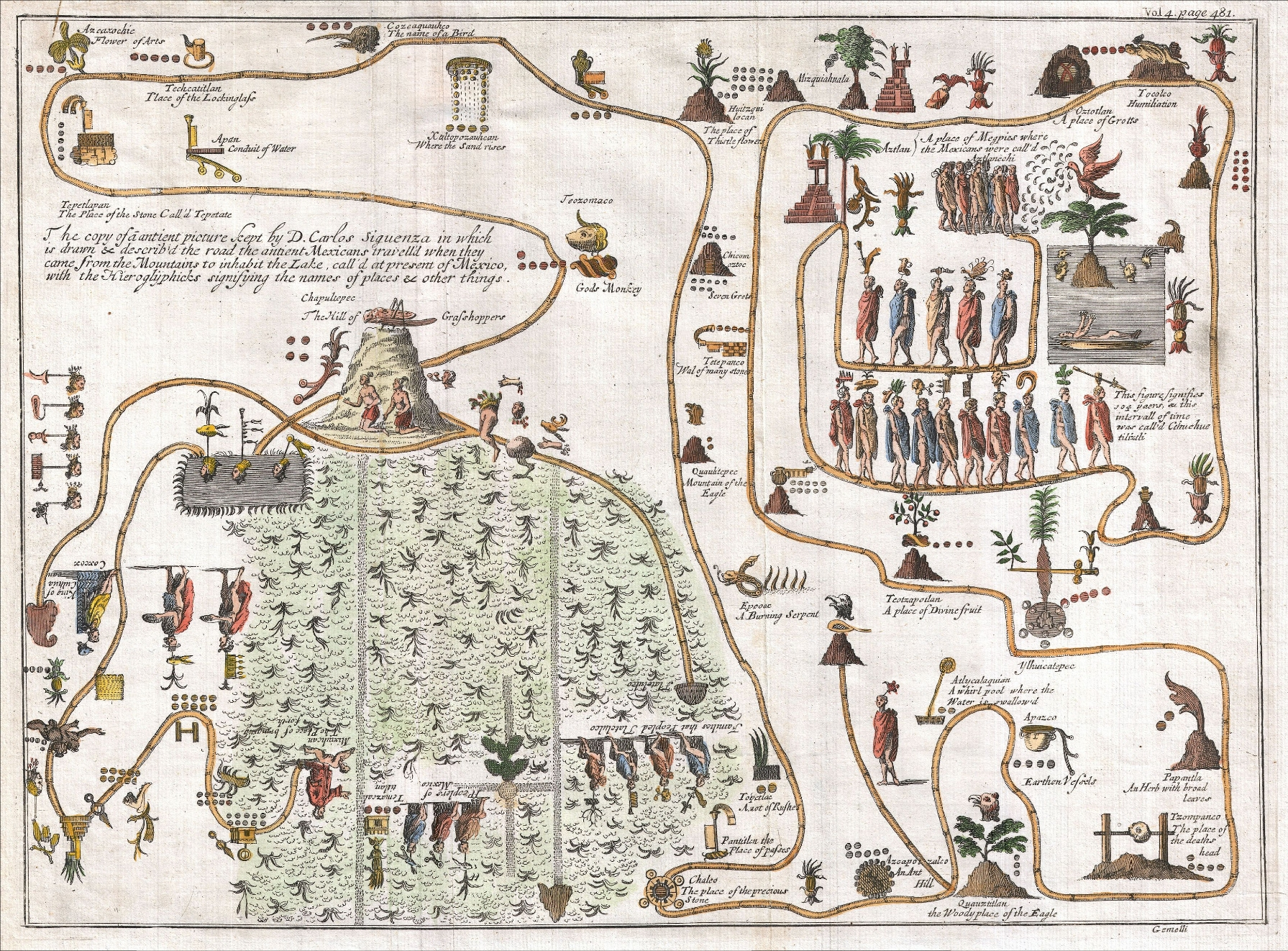
Gemelli Careri's kaart van de Azteekse migratie van Aztlan naar Tenochtitlan, via Chapultepec, uit Giro del Mondo (Reis rond de Wereld, 1704). Het bijschrift op de kaart luidt: 'De kopie van een oude tekening in het bezit van D[on] Carlos Siguenza waarin getekend en beschreven de weg die de oude Mexicanen reisden toen zij van de bergen kwamen om het meer te bewonen, tegenwoordig van Mexico, met de hiërogliefen, die de namen duiden van plaatsen en andere zaken'. Volgens Sigüenza waren de Mexica's afstammelingen van Naphtuhim (volgens hem Neptunus), de zoon van Misraim, stichter en heerser van Egypte. Neptunus (Poseidon) was de heerser van Atlantis, dat volgens Sigüenza bevolkt was door Egyptische kolonisten. Zijn ideeën waren beïnvloed door de Duitse jezuïet Athanasius Kircher, die Egypte zag als bron van alle wijsheid. Sigüenza nam de manuscripten en codices over van historicus Don Fernando de Alva Cortés Ixtlilxóchitl (achter achterkleinzoon van Ixtlilxochitl II), die later in de collectie kwamen van Lorenzo Boturini Benaducci, naar wie de Boturini Codex is vernoemd.

Volgens de Azteken woonden hun voorouders in Aztlan, een eiland met huizen en een tempel, omgeven door water, ergens in het noorden. Volgens de Boturini Codex en Azcatitlan Codex voeren de Azteken van vier calpulli (stammen) naar de andere oever en ontmoetten acht stammen in Colhuacan, die uit een grot in de plaats Quinehuayan kwamen. Zij waren de Huexotzinca, Chalca, Xochimilca, Cuitlahuaca, Malinalca, Chichimeca, Tepaneca en Matlatzinca.
Hun god Huitzilopochtli vertelde dat ze (samen met acht andere stammen) naar een nieuw land moesten gaan. De Azteken worden geleid door vier 'godendragers' (teomamaque): Chimalma, Apanecatl, Cuauhcoatl en Tezcacoatl. Zij dragen de tlaquimilolli (heilige bundels) op hun rug. Ze vertrokken uit Colhuacan in het jaar '1 Vuursteen'. 
Uiteindelijk bleven alleen de Azteken over (omdat de andere stammen allemaal al een plaats gevonden hadden om zich te vestigen en de Azteken het bevel kregen zich te splitsen van de andere stammen). De Azteken, het uitverkoren volk van de god, namen afscheid van de acht calpulli in de plaats Coatlicamac bij een in tweeën gebroken cipres. De Azteken begonnen met mensenoffers omwille van hun god. Het waren Mimixcoa (uilmensen), een man met de naam Xiuhneltzin, een andere man met de naam Mimichtzin en hun oudere zuster Teoxahual. De Azteken kregen van de god de xiuhmamalhuaztli, het instrument om 'Nieuw Vuur' te ontsteken. De ceremonie van  Nieuwe Vuur werd aan het eind van elke cyclus van 52 jaar gevierd. De Azteken transformeerden zich daarna in Mexica, een nieuwe naam en nieuwe identiteit die ze van hun god kregen. Ze begonnen veren in hun zwart geverfde oren en haar te steken en ontvingen wapens (pijl en boog) en draagmand van de god. Ze trokken door het land van de Chichimeken en kwamen in de plaats Patzcuaro in Michoacan (het land van hen die vis bezitten), waar ze een deel van hun groep achterlieten. Zij werden de Tarascanen. Ook in Malinalco lieten ze mensen achter. Ze arriveerden in Chapultepec (de heuvel van de krekel) in de Vallei van Mexico.
De Azteken moesten zich van hun god vestigen op de plek waar een adelaar op een cactus zat en een slang verslond. De cactus zou zijn gegroeid uit het hart van Copil, de zoon van Malinalxochitl. Copil werd op bevel van Huitzilopochtli verslagen en zijn hart viel op een steen, waarna de cactus uit zijn hart opbloeide. De adelaar heeft in de cactus zijn nest en voedt zich met de mooiste vogels. Malinalxochitl was de zuster van de kolibrie- en adelaargod Huitzilopochtli. Tenochca komt dan ook van tetl (rots) en nochtli ('stekelige peer', of vijg van de nopal cactus). 
Uiteindelijk zagen de Azteken dit teken op een eilandje in het Texcocomeer. De Azteken (Tenochca Mexica en Tlatelolca Mexica) bouwden hun hoofdstad Tenochtitlan en vestigden zich in Tlatelolco ('in het kleine heuvelland') op die plek, en maakten een groot kunstmatig eiland, wat heden ten dage in het centrum van Mexico-Stad ligt. Deze "legende" staat ook afgebeeld op het wapen van Mexico dat op de vlag van Mexico wordt afgebeeld.
De Azteken bouwden op de plek van de cactus met de adelaar de 'Templo Mayor' (dubbelpiramide van Tlaloc en Huitzilopochtli). Op de plek van een bron, die ze een dag eerder tegenkwamen, werd, tijdens de Spaanse verovering, het Azteekse goud, de verzameling van de Azteekse machthebbers, verborgen, voordat de Conquistadores terugkwamen, na hun verdrijving in de Treurnacht (la Noche Triste). Hernán Cortés wist slechts een deel van de schat (volgens hem ter waarde van 'meer dan zevenhonderdduizend gouden peso's') mee te nemen en verloor er ook nog een hoeveelheid van tijdens de terugtocht. De schat werd bij hun terugkomst in Tenochtitlan niet door de Spanjaarden gevonden. Zelfs marteling en levende verbranding door de Inquisitie leverden geen aanwijzingen op omtrent de plek van de schat. 
De diepe poel werd in verband gebracht met witheid (net als Aztlan) en heilige bronnen. Ze zagen een witte cipres met aan de voet ervan een bron, met eromheen witte wilgen, wit riet en witte biezen, witte kikkers, witte vissen en witte waterslangen. De bron vloeide naar buiten tussen twee grote rotsen. De volgende dag gingen de Azteken er opnieuw naar toe, maar nu vloeide de bron in twee stromen, de een rood, de ander blauw en dik (Diego Durán, Geschiedenis van de Indiën van Nieuw Spanje).

## Opkomst
In het begin dienden de Azteken als huursoldaten voor de stadstaten die waren ontstaan na de val van het Tolteekse Rijk. Ze deden dit niet onverdienstelijk, en Azteekse leiders wisten met een aantal Tolteekse vorsten te trouwen. Van 1372-1427 waren de Azteken vazallen van de Tepaneekse koning Tezozomoc. Na de dood van Tezozomoc werd hij opgevolgd door Maxtla, een wreed leider. Kort hierna overleed de Azteekse leider Chimalpopoca, waarschijnlijk gedood door zijn opvolger en oom Itzcoatl. De nieuwe leider van de Azteken sloot een verbond met Nezahualcóyotl van Texcoco. Ze belegerden de Tepaneekse hoofdstad Azcapotzalco. Na honderd dagen belegering gaven de Tepaneken zich over. Maxtla werd gevangengenomen en geofferd. Hierna voegde Tlacopan zich bij Tenochtitlan en Texcoco en samen vormden de steden de Azteekse Triple Alliantie, oftewel het Azteekse Rijk.
Itzcoatls neef en opvolger Montezuma I (reg. 1440-1469) breidde het rijk uit tot de kusten van de Grote Oceaan en de Golf van Mexico; Axayacatl (1469-1481) veroverde Tenochtitlans zusterstad Tlatelolco en onderwierp de Huaxteken. Hij probeerde ook de Tarasken onder zijn bewind te brengen, maar dat mislukte. Onder Ahuitzotl (1486-1502) verdubbelde het rijk in omvang. Hij onderwierp de Mixteken van Oaxaca en veroverde Soconusco, waardoor het rijk zich uitstrekte tot Guatemala.

## Samenleving
De Azteken leefden in calpultin (enkelvoud calpulli), vergelijkbaar met clans. Meerdere calpultin vormden samen een altepetl (meervoud: altepemeh). De altepetl was de kleinste bestuurlijke eenheid, het bestond meestal uit een dorp of stad met het gebied eromheen, van "water tot berg" (altepetl betekent waterberg).
Sommige altepemeh hadden andere onder hun bewind. Een altepetl zonder een andere altepetl boven zich zou je dus een land kunnen noemen. De hoogste altepemeh waren de steden van de Azteekse Driebond: Tenochtitlan, Texcoco en Tlacopan.
De Azteekse bevolking was ingedeeld in twee klassen. De gewone bevolking heette de macehualtin en de adel de piltin of tlahtoanimeh.
De klassen waren erfelijk, maar een macehualli kon opklimmen tot piltin door een succesvolle carrière in het leger. Dit zorgde ervoor dat de Azteken altijd genoeg soldaten konden krijgen.
Andersom konden piltin hun adelstand verliezen door zwakte te tonen ten tijde van oorlog.

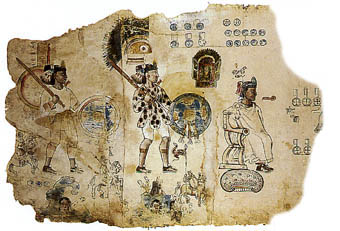
Fragment uit een wetboek

Opvallend in het Azteekse standensysteem was dat piltin voor hetzelfde vergrijp zwaardere straffen kregen dan macehualtin. Dit was omdat men vond dat piltin als voorbeeld moesten dienen. Behalve deze twee klassen waren er pochtecah en slaven.
Pochteca's waren gewapende handelaren. Ze deden dienst als spionnen en probeerden onrust te stoken in steden die Azteken van plan waren te veroveren. Ze waren over het algemeen de rijkste van de Azteekse samenleving en mochten alleen met een andere pochteca trouwen. Slavernij was in de Azteekse samenleving niet erfelijk. De meeste mensen waren slaaf geworden na een misdrijf, doordat ze krijgsgevangene waren genomen of om een schuldeiser af te betalen. Slaven konden niet doorverkocht worden, tenzij ze officieel als "lastig" waren verklaard. De grootste slavenmarkt (en de grootste markt überhaupt) was die in Tlatelolco. Nadat een slaaf van een slavenhandelaar gekocht was, kon deze vluchten. Als hij een tempel wist te bereiken voor zijn nieuwe meester hem te pakken kreeg, was hij vrij. Iemand (behalve de meester of zijn zoon) die zo'n slaaf verhinderde te vluchten werd zelf slaaf. Een slaaf kon ook als mensenoffer aan een tempel geschonken worden.
De Azteken hanteerden een twintigdelig talstelsel. Achttien maanden van twintig dagen + vijf 'ongelukkige' dagen vormden de 365 dagen van het zonnejaar. In plaats van vijf vingers aan één hand en tien vingers aan beide handen werd daarvoor doorgeteld op de tenen van beide voeten. Veel Zuid-Amerikaanse indianenstammen volgen deze rekenwijze nu nog. Ook in Europa moet het twintigtallig stelsel ooit in gebruik zijn geweest zoals nu nog in het Baskisch. Heel bekend is het merkwaardige Franse telwoord quatre-vingts (vier-twintig) voor 80 en trois-vingts (drie-twintig) voor 60 tegen Frans-Baskenland aan.

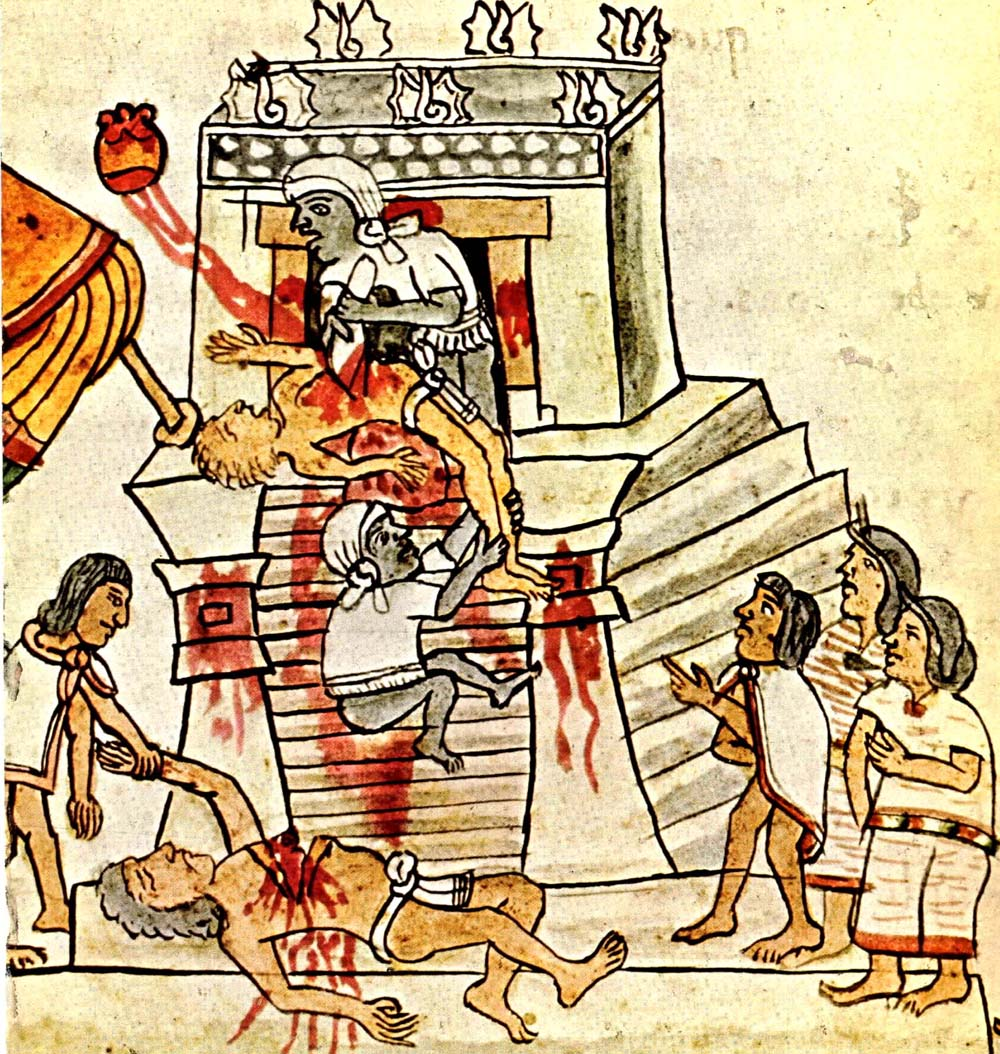
Een offerceremonie, Codex Mendoza

### Mensenoffers
Mensenoffers kwamen vaak voor in Meso-Amerika en het Azteekse Rijk was hier geen uitzondering op. Volgens de Azteekse mythologie was het mensenoffer een noodzakelijke goddelijke opdracht die dan ook op grote schaal werd uitgevoerd. Zo waren de Bloemenoorlogen een reeks oorlogen die slechts bestonden als middel om krijgsgevangenen buit te maken voor het altaar. Azteekse bronnen meldden 80.400 slachtoffers tijdens de inwijdingsceremonie van de Templo Mayor, hoewel moderne historici dit cijfer beschouwen als een overdrijving.
Verklaringen voor deze grootschalige offercultuur lopen uiteen. Het zou gediend kunnen hebben als afschrikkingsinstrument van de regering om de orde te bewaren. Een andere theorie meent dat de slachtoffers bedoeld waren om te kannibaliseren, als compensatie voor het algemene gebrek aan eiwitten vanwege de schaarste aan vlees in Meso-Amerika.
Vaak is te lezen dat zij "het bloeddorstigste volk ter wereld" geweest zouden zijn. De vraag is waarom juist de Azteken berucht werden terwijl het mensenoffer ook voorkwam bij de Maya’s en de Inca’s. Mensenoffers hadden veelal een religieus doel. Menselijk bloed werd over het algemeen gezien als het kostbaarste dat er was. Behalve mensenoffers werden er ook veel bloedoffers gebracht door bijvoorbeeld de tong (vrouw) of de penis (man) te doorboren. Er bestaan voldoende bewijzen voor het bestaan van het mensenoffer in voor-Spaanse tijden, bijvoorbeeld in de eigen boeken. De mensen die men offerde behoorden vrijwel zonder uitzondering tot de adel. De reden daarvoor was dat dit bloed nog kostbaarder was dan het bloed van "gewone mensen". Nergens in de eigen boeken of uit de archeologische bronnen blijkt dat mensenoffers gebracht werden op de manier zoals Mel Gibson heeft laten zien in zijn film Apocalypto. Ook de Maya’s overvielen geen armzalig kleine dorpjes te om de goden tevreden te stellen met bloed van eenvoudige dorpelingen. Zelfs de oudste Spaanse bronnen die de Azteekse mensenoffers beschrijven (Bernardino de Sahagún, Hernán Cortés, Bernal Díaz) hebben het niet over miljoenen weerloze burgers die massaal geofferd werden omdat de goden nu eenmaal bloeddorstig waren.

## Vernietiging
Volgens een Azteekse legende zou in het jaar ce-acatl (I-riet, 1519) de god Quetzalcoatl uit het oosten komen om zijn rijk op te eisen. Daarbij kwam dat er nog meer voortekenen werden gezien, zoals een komeet en een brand in de tempel van Huitzilopochtli. Ook werd er een vis gevangen met een spiegel in zijn kop, waarin Motecuhzoma II, de Azteekse hueyi tlahtoani, marcherende soldaten zag. De Azteken gingen daarom extra veel mensen offeren. Veel steden die eerst bondgenoten waren, gingen zich nu verzetten.
Toen de Spanjaarden onder leiding van Hernán Cortés in Mexico aankwamen, dachten de Azteken dat Cortés misschien wel Quetzalcoatl kon zijn. Quetzalcoatl had namelijk een blank gezicht en een gele baard, net als Cortés.
Ook waren de Azteken onder de indruk van de schepen, de geweren en de kanonnen van de Spanjaarden, en ook de paarden en windhonden vonden ze bijzonder.
Montezuma twijfelde. Was Cortes Quetzalcoatl, of was hij gewoon een vreemdeling die enkel op winst uit was? Montezuma besloot Cortés geschenken te geven en hij zei hem dat het beter was niet naar Tenochtitlan te komen. Maar de op goud beluste Spanjaarden wilden meer hebben. Ze besloten toch naar Tenochtitlan te gaan, vergezeld van de vijanden van de Azteken, zoals de Tlaxcalteken die veel belangrijke militaire informatie gaven.
De Spanjaarden keken hun ogen uit in Tenochtitlan. Na zes dagen vonden ze achter een dichtgemetselde muur kamers vol goud en juwelen. Kort na de vondst doodden de Azteken twee Spaanse boodschappers. Cortes besloot Montezuma te gijzelen. De Spanjaarden sloegen de beelden van de goden stuk en verboden de mensenoffers. Toen Cortes niet meer in Tenochtitlan was (er was een Spaanse expeditie aangekomen om hem te arresteren) brak er chaos uit toen de achtergebleven soldaten een Azteekse ceremonie wilden verhinderen. In deze chaos kwam Montezuma om het leven.
Cortes was ondertussen weer teruggekomen en probeerde 's nachts met zijn soldaten te vluchten. Hierbij verloor hij veel soldaten. Later kwam hij terug met een leger dat hij verzameld had van 1000 Spanjaarden en 150.000 Mexicaanse bondgenoten.
Het werd een enorme veldslag: duizenden Azteken lagen dood op straat en iedere gevangengenomen Spaanse soldaat werd meteen geofferd. Na een aantal maanden belegering gaf de laatste Azteekse hueyi tlahtoani Cuauhtemoc zich over. Het Azteekse rijk werd als Nieuw-Spanje een Spaanse kolonie.